# Vizzini-Licodia
Vizzini-Licodia (wł. Stazione di Vizzini-Licodia) – stacja kolejowa w Vizzini, w prowincji Katania, w regionie Sycylia, we Włoszech. Stacja znajduje się na linii Katania – Caltagirone – Gela. Obsługuje również gminę Licodia Eubea.
Według klasyfikacji RFI ma kategorię brązową.

## Linie kolejowe
- Linia Katania – Caltagirone – Gela